# گروه فلسفه دانشگاه تهران
گروه فلسفهٔ دانشگاه تهران از گروه‌های آموزشی دانشکده ادبیات و علوم انسانی دانشگاه تهران است که در حوزهٔ فلسفه فعالیت می‌کند. این گروه که قدیمی‌ترین گروه آموزشی فلسفه در ایران است، عمدتاً بر سه حوزهٔ تاریخ فلسفه غرب، فلسفه اسلامی و فلسفه قاره‌ای معاصر متمرکز است.

## پیشینه
بعد از پایه‌گذاری دانشکده ادبیات در سال ۱۳۱۳، این گروه با عنوان فلسفه، علوم تربیتی و روان‌شناسی به پذیرش دانشجو پرداخت و در سال ۱۳۴۳ رشته‌های علوم تربیتی و روان‌شناسی از فلسفه جدا شد.
تا کنون بیش از ۲۵۰ عنوان پایان‌نامهٔ دکترا و کارشناسی ارشد در این گروه دفاع شده و بیش از صد جلد کتاب توسط استادان گروه ترجمه و تألیف شده است. این گروه دارای کتابخانهٔ تخصصی با بیش از شش هزار جلد کتاب است که بسیاری از این کتاب‌ها اهدایی سیدیحیی مهدوی و منوچهر بزرگمهر هستند.

## گرایش فلسفی

### سنت‌گرایی
سید حسین نصر در سال ۱۳۳۷ با درجهٔ دانشیاری فلسفه و تاریخ علوم وارد گروه فلسفهٔ دانشگاه تهران می‌شود، و به برنامه‌ریزی آموزشی-پژوهشی فلسفه متناسب با سنت‌گرایی می‌پردازد. او در دورهٔ حضور خود تحولی جدی را در آموزش فلسفهٔ اسلامی ایجاد کرد و واحدهای تخصصی ناظر به فلاسفه و عرفایی چون ابن سینا، سهروردی، ملاصدرا و ابن عربی را در برنامهٔ فلسفهٔ غرب دانشگاه تهران وارد کرد.

### احمد فردید
سید حسین نصر به توصیهٔ یحیی مهدوی، اولین رئیس گروه فلسفهٔ دانشگاه تهران، احمد فردید را در سال ۱۳۴۷ برای تدریس «فلسفهٔ هایدگر، پدیدارشناسی و مکتب فرانکفورت» به دانشگاه دعوت کرد. نصر می‌گوید: «من گروه فلسفه را مجاب کردم تا فلسفهٔ غرب را از منظر فلسفهٔ ایرانی بررسی کنند، و نه از دید اروپامحوری که در تمام کشورهای جهان سوم رایج بود». برخی از دروسی که فردید تدریس می‌کرد عبارت بودند از:
- تاریخ فلسفهٔ جدید، از بیکن تا کانت؛
- تاریخ فلسفهٔ جدید و معاصر، از کانت تا کنون، پدیدارشناسی.

رضا داوری اردکانی در مقاله‌ای در نشریهٔ نامهٔ فرهنگ (۱۳۸۳) راجع به این ادعا که گروه فلسفهٔ دانشگاه تهران پیرو مارتین هایدگر است، می‌نویسد: «اینکه اخیراً گفته می‌شود گروه فلسفهٔ دانشگاه تهران هیدگری است هیچ وجهی ندارد [...] هیچ‌یک از همکاران من تا آنجا که می‌دانم تعلق خاطر خاصی به هیدگر ندارند». او سپس توضیح می‌دهد که هایدگر فیلسوفی نیست که یک گروه آموزشی بتواند او را نادیده بگیرد، اما این احترام به هایدگر اختصاص ندارد. او همچنین به حضور احمد فردید در این گروه اشاره می‌کند و می‌گوید یحیی مهدوی که فردید را صاحب‌نظر می‌دانست «در سال‌های اول انقلاب به من که مدیر گروه آموزشی بودم سفارش کرد که ایشان را برای تدریس دعوت کنم.»

## چالش‌ها

### محمود خاتمی
در سال ۱۳۹۳، بازتاب خبرهایی مبنی بر انتحال محمود خاتمی، عضو هیئت علمی این گروه، در نشریات و خبرگزاری‌ها جنجالی شد.
در همین زمینه، دانشگاه تهران در بیانیه‌ای بدون نام بردن از خاتمی، خبر از تشکیل کمیته‌ای از برجسته‌ترین استادان این دانشگاه برای بررسی موضوع سرقت علمی «یکی از اعضاء هیئت علمی دانشگاه» داد.
در سال ۱۴۰۱ شایعاتی مبنی بر احتمال بازگشت خاتمی به تدریس در دانشگاه تهران منتشر شد. در همین سال انجمن علمی دانشجویان فلسفهٔ دانشگاه تهران در نامه‌ای به سیدمحمد مقیمی، رئیس دانشگاه تهران، خواستار شفافیت در وضعیت رسیدگی به پروندهٔ تخلفات علمی محمود خاتمی شد. ۱۰۴ دانشجوی فلسفهٔ دانشگاه تهران نیز در نامهٔ دیگری اعلام کردند که از نظر ایشان «تدریس مجدد آقای خاتمی در دانشکدهٔ ادبیات حیثیت علمی این دانشکده را بیش از پیش لکه‌دار خواهد ساخت».
در سال ۱۴۰۲ بازگشت خاتمی به گروه برای تدریس در مقاطع کارشناسی ارشد و دکتری انتقادهایی را برانگیخت.
جواد طباطبایی در مقدمهٔ کتابِ ملاحظات دربارهٔ دانشگاه مفصلاً به این سرقت علمی و شرایط و پیامدهای آن پرداخته است.

## اعضای هیئت علمی

### اعضای کنونی
- علی اردشیر لاریجانی (دانشیار)
- محمدرضا حسینی بهشتی (دانشیار)
- موسی دیباج (دانشیار)
- احمد رجبی (استادیار)
- مصطفی زالی (استادیار)
- محمدتقی طباطبایی (استادیار)
- سید حمید طالب‌زاده (استاد)
- حسین غفاری (استاد)
- مهدی قوام صفری (دانشیار)
- حامد علی‌اکبرزاده (استادیار)
- سید عمار کلانتر (استادیار)
- علیرضا مازاریان (استادیار)

### اعضای سابق

#### پس از انقلاب
- رضا داوری اردکانی
- غلامحسین ابراهیمی دینانی
- عبدالکریم سروش
- ولی‌لله اتابکیان
- سید جلال‌الدین مجتبوی
- محمدحسین فاضل تونی
- محمدرضا ریخته‌گران
- آرامش دوستدار[۱۸]
- نصرالله پورجوادی
- محسن جهانگیری
- غلامعلی حدادعادل
- روح‌الله عالمی[۱۹]
- سعید زیباکلام
- احمد احمدی
- سعیده کوکب[۲۰]
- حسین مصباحیان[۲۱]
- محمود خاتمی

### پیش از انقلاب
- سید حسین نصر
- احمد فردید
- یحیی مهدوی
- مظفر بقایی کرمانی
- کریم مجتهدی
- محمد خوانساری
- غلامحسین صدیقی
- صادق رضازاده شفق
- ویلیام هاس
- ابوالحسن جلیلی
- سید کاظم عصار
- سید ابوالقاسم پورحسینی
- علیمراد داودی

## نشریات
- فلسفه (نشریه)